# Ślężanka
Ślężanka – woda słodka produkowana przez firmę Viviana Sp. z o.o.. Jest ona wydobywana z kopalnianego źródła znajdującego się na najniższym poziomie nieczynnej kopalni głębinowej magnezytu w Wirkach. Ślężanka zawiera 450 mg/l związków mineralnych co według klasyfikacji hydrogeologicznej oznacza wodę słodką. Wśród związków mineralnych Ślężanka zawiera dużą ilość magnezu (66,3 mg/l) i minimalną sodu (3,5 mg/l), dlatego jest oznaczana (zgodnie z rozporządzeniem) jako woda magnezowa i niskosodowa.
Ślężanka oferowana jest do sprzedaży w butelkach plastikowych o pojemności 1,5 litra, 0,5 litra oraz 5 litrów w wariantach niegazowanym (jasnoniebieska butelka) i gazowanym (ciemnozielona butelka). Produkt posiada certyfikat PZH oraz HACCP.

## Sponsorowanie
Ślężanka była sponsorem wspomagającym zawodów Strongman w Legnicy Polska vs Węgry, od 2010 roku jest sponsorem I ligowego zespołu piłki ręcznej Świdnickiego Klubu Piłki Ręcznej. Ponadto w 2010 roku była sponsorem wspomagającym 22 Mistrzostw Świata w Gimnastyce Akrobatycznej oraz Mistrzostw Polski w Piłce Plażowej w Sopocie.